# مذيب

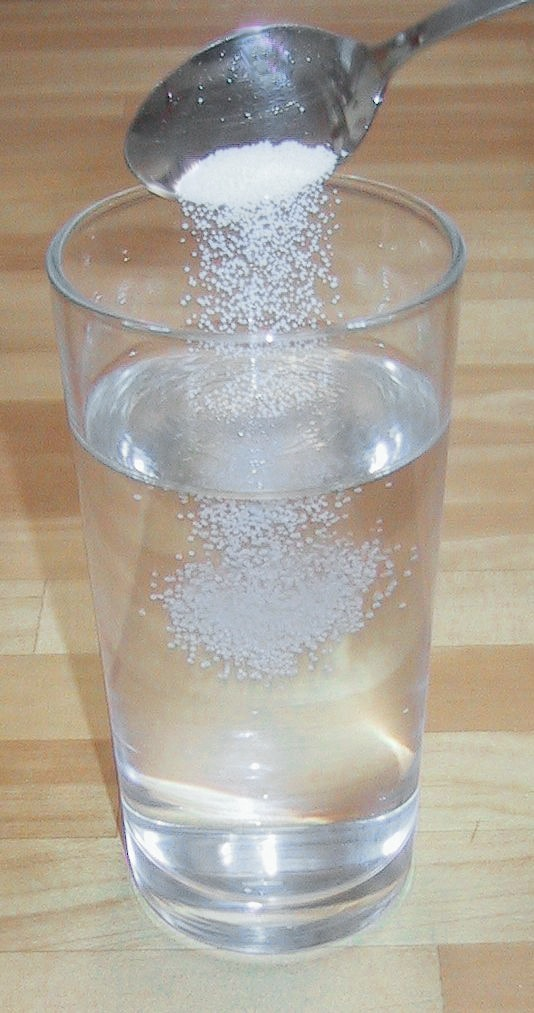
إذابة الملح في الماء

المذيب أو المُحِلّ هو سائل أو غاز يذيب المذابات الصلبة أو السائلة أو الغازية والذي ينتج عنه محلول.
يعتبر الماء أكثر المذيبات شيوعا في الحياة اليومية. ومعظم المذيبات الأخرى شائعة الاستخدام هي مواد كيميائية عضوية (أي تحتوي على الكربون والهيدروجين)، وتسمى هذه المذيبات بالمذيبات العضوية. تتصف المذيبات عموما بنقطة غليان منخفضة وتتبخر بسهولة أو يمكن عزلها بالتقطير، تاركة ورائها المواد المذابة.
وللتمييز بين المذيبات والمذاب، تكون المذيبات عادة موجودة بنسب كبيرة. ويمكن استخدام المذيبات في استخلاص المواد القابلة للانحلال من المادة المذابة. وأقرب الأمثلة على ذلك هو غلي القهوة أو الشاي في الماء. تكون المذيبات عادة موائع صافية ولا لون لها وأغلبها يتصف برائحة مميزة.
أما المذاب فتكون نسبته عادة قليلة في المحلول، مثل محلول الملح، حيث يمثل الملح مادة المذاب والماء هو المذيب.
وتركيز المحلول هو كمية المذاب في حجم معين من المذيب ويمكن تقديرها جرام/لتر أو مول/لتر. وتعرف الانحلالية بأنها الكمية العظمى من مركب قابل للذوبان في حجم معين من المذيب عند درجة حرارة معينة.
تستخدم المذيبات العضوية عموما في التنظيف الجاف (مثل: رباعي كلوروإثيلين) وكسائل لتمديد للطلاء (مثل: تولوين، وتربنتين)، وكمزيل لطلاء الأظافر ومذيبات الغراء (مثل: أسيتون، وأسيتات المثيل، وأسيتات الإثيل)، وكمزيل للبقع (مثل: هكسان، وأثير البترول)، وفي المنظفات (ليمونين)، وفي العطر (إيثانول)، وفي الاصطناع الكيميائي. إن استخدام المذيبات غير العضوية عدا الماء مقتصر على الأبحاث الكيميائية وبعض العمليات التقنية.
وفي عام 2005 م، بلغ السوق العالمي للمذيبات حجما إجماليا 17.9 مليون طن مع عائدات بلغت حوالي 8 مليار يورو.
المذيبات تنقسم إلى نوعان، المذيبات العضوية والمذيبات الاعضوية. بخلاف الماء، معظم المذيبات التي تستخدم عبارة عن مذيبات عضوية. يجب أن يكون المذيب خاملاً بالنسبة للمذاب حتى لا يحدث تفاعل وينتج مركبات جديدة.
من المذيبات العضوية الهيكسان، دوديكان، ترايديكان، بنزين (حلقة).

## خصائص المذيبات
المذيبات تنقسم إلى مذيبات قطبية، وتنقسم إلى مذيبات قطبية بروتونية ومذيبات قطبية غير بروتونية. المذيبات القطبية البروتونية تتميز باحتوائها على أيون هيدروجين موجب الشحنة ويمكنها إعطاءه للمساعدة على الذوبان، من أمثلة المذيبات القطبية البروتونية المركبات المحتوية على الهيدروجين مقترنة بالأكسجين مثل الماء أو الأمينات.
| مذيب                                                                          | صيغة كيميائية           | نقطة غليان | ثابت العازل | كثافة       | ثنائي قطب |
| ----------------------------------------------------------------------------- | ----------------------- | ---------- | ----------- | ----------- | --------- |
| مذيبات ذو قطبية كيميائية                                                      |                         |            |             |             |           |
| بنتان                                                                         | CH3-CH2-CH2-CH2-CH3     | 36 °C      | 1.84        | 0.626 g/ml  | 0.00 D    |
| حلقي البنتان                                                                  | C5H10                   | 40 °C      | 1.97        | 0.751 g/ml  | 0.00 D    |
| هكسان                                                                         | CH3-CH2-CH2-CH2-CH2-CH3 | 69 °C      | 1.88        | 0.655 g/ml  | 0.00 D    |
| حلقي الهكسان                                                                  | C6H12                   | 81 °C      | 2.02        | 0.779 g/ml  | 0.00 D    |
| البنزين                                                                       | C6H6                    | 80 °C      | 2.3         | 0.879 g/ml  | 0.00 D    |
| تولوين                                                                        | C6H5-CH3                | 111 °C     | 2.38        | 0.867 g/ml  | 0.36 D    |
| 4،1-ديوكسان                                                                   | /-CH2-CH2-O-CH2-CH2-O-\ | 101 °C     | 2.3         | 1.033 g/ml  | 0.45 D    |
| كلوروفورم                                                                     | CHCl3                   | 61 °C      | 4.81        | 1.498 g/ml  | 1.04 D    |
| ثنائي إيثيل الإيثر                                                            | CH3CH2-O-CH2-CH3        | 35 °C      | 4.3         | 0.713 g/ml  | 1.15 D    |
| قطبية كيميائية aprotic solvents                                               |                         |            |             |             |           |
| ثنائي كلورو الميثان (DCM)                                                     | CH2Cl2                  | 40 °C      | 9.1         | 1.3266 g/ml | 1.60 D    |
| رباعي هيدرو الفوران (THF)                                                     | /-CH2-CH2-O-CH2-CH2-\   | 66 °C      | 7.5         | 0.886 g/ml  | 1.75 D    |
| أسيتات الإيثيل                                                                | CH3-C(=O)-O-CH2-CH3     | 77 °C      | 6.02        | 0.894 g/ml  | 1.78 D    |
| أسيتون                                                                        | CH3-C(=O)-CH3           | 56 °C      | 21          | 0.786 g/ml  | 2.88 D    |
| ثنائي ميثيل فورماميد (DMF)                                                    | H-C(=O)N(CH3)2          | 153 °C     | 38          | 0.944 g/ml  | 3.82 D    |
| أسيتونتريل (MeCN)                                                             | CH3-C≡N                 | 82 °C      | 37.5        | 0.786 g/ml  | 3.92 D    |
| استخدام أسيتات الكايتين لالتقاط غاز ثاني أكسيد الكربون والحد من التلوث (DMSO) | CH3-S(=O)-CH3           | 189 °C     | 46.7        | 1.092 g/ml  | 3.96 D    |
| Polar protic solvents                                                         |                         |            |             |             |           |
| حمض الفورميك                                                                  | H-C(=O)OH               | 101 °C     | 58          | 1.21 g/ml   | 1.41 D    |
| ن-بوتانول                                                                     | CH3-CH2-CH2-CH2-OH      | 118 °C     | 18          | 0.810 g/ml  | 1.63 D    |
| إيزوبروبانول (IPA)                                                            | CH3-CH(-OH)-CH3         | 82 °C      | 18          | 0.785 g/ml  | 1.66 D    |
| n-Propanol                                                                    | CH3-CH2-CH2-OH          | 97 °C      | 20          | 0.803 g/ml  | 1.68 D    |
| إيثانول                                                                       | CH3-CH2-OH              | 79 °C      | 24.55       | 0.789 g/ml  | 1.69 D    |
| ميثانول                                                                       | CH3-OH                  | 65 °C      | 33          | 0.791 g/ml  | 1.70 D    |
| حمض الخليك                                                                    | CH3-C(=O)OH             | 118 °C     | 6.2         | 1.049 g/ml  | 1.74 D    |
| خصائص الماء                                                                   | H-O-H                   | 100 °C     | 80          | 1.000 g/ml  | 1.85 D    |

| مذيب                                                                          | صيغة كيميائية           | δD Dispersion | δP Polar | δH Hydrogen bonding |
| ----------------------------------------------------------------------------- | ----------------------- | ------------- | -------- | ------------------- |
| مذيبات غير قطبية                                                              |                         |               |          |                     |
| هكسان                                                                         | CH3-CH2-CH2-CH2-CH2-CH3 | 14.9          | 0.0      | 0.0                 |
| بنزين                                                                         | C6H6                    | 18.4          | 0.0      | 2.0                 |
| تولوين                                                                        | C6H5-CH3                | 18.0          | 1.4      | 2.0                 |
| ثنائي إيثيل الإيثر                                                            | CH3CH2-O-CH2-CH3        | 14.5          | 2.9      | 4.6                 |
| كلوروفورم                                                                     | CHCl3                   | 17.8          | 3.1      | 5.7                 |
| 4،1-ديوكسان                                                                   | /-CH2-CH2-O-CH2-CH2-O-\ | 17.5          | 1.8      | 9.0                 |
| مذيبات قطبية غير بروتونية                                                     |                         |               |          |                     |
| أسيتات الإيثيل                                                                | CH3-C(=O)-O-CH2-CH3     | 15.8          | 5.3      | 7.2                 |
| رباعي هيدرو الفوران (THF)                                                     | /-CH2-CH2-O-CH2-CH2-\   | 16.8          | 5.7      | 8.0                 |
| ثنائي كلورو الميثان                                                           | CH2Cl2                  | 17.0          | 7.3      | 7.1                 |
| أسيتون                                                                        | CH3-C(=O)-CH3           | 15.5          | 10.4     | 7.0                 |
| أسيتونتريل (MeCN)                                                             | CH3-C≡N                 | 15.3          | 18.0     | 6.1                 |
| ثنائي ميثيل فورماميد (DMF)                                                    | H-C(=O)N(CH3)2          | 17.4          | 13.7     | 11.3                |
| استخدام أسيتات الكايتين لالتقاط غاز ثاني أكسيد الكربون والحد من التلوث (DMSO) | CH3-S(=O)-CH3           | 18.4          | 16.4     | 10.2                |
| مذيبات قطبية بروتونية                                                         |                         |               |          |                     |
| حمض الخليك                                                                    | CH3-C(=O)OH             | 14.5          | 8.0      | 13.5                |
| ن-بوتانول                                                                     | CH3-CH2-CH2-CH2-OH      | 16.0          | 5.7      | 15.8                |
| إيزوبروبانول                                                                  | CH3-CH(-OH)-CH3         | 15.8          | 6.1      | 16.4                |
| n-Propanol                                                                    | CH3-CH2-CH2-OH          | 16.0          | 6.8      | 17.4                |
| إيثانول                                                                       | CH3-CH2-OH              | 15.8          | 8.8      | 19.4                |
| ميثانول                                                                       | CH3-OH                  | 14.7          | 12.3     | 22.3                |
| حمض الفورميك                                                                  | H-C(=O)OH               | 14.6          | 10.0     | 14.0                |
| خصائص الماء                                                                   | H-O-H                   | 15.5          | 16.0     | 42.3                |

## المحاليل والتحلحل
عندما تذوب مادة في أخرى يتشكل ما يسمى بالمحلول. وهو معاكس لمفهوم المزيج حيث يضاف مركب إلى آخر ولا تتشكل روابط كيميائية. ولتصور الفرق بين المزيج والمحلول يمكن تصور كأس من الماء مع رمل ممزوج مقابل كأس من الماء يحتوي بعض الكربونات مثلا حيث تكون جميع المحتويات متجانسة وتشكل مادة جديدة، ولا تبقى رواسب في قعر الكأس.
يشار إلى قابلية المزج بالمزوجية (بالإنجليزية: miscibility)‏، بينما يشار إلى قابلية ذوبان مركب ما في آخر بالذوبانية أو الانحلالية. الفرق بين المزوجية والانحلالية هي تشكل روابط بين المكونات في حالة الانحلالية، وهنا يأتي تعريف التحلحل الذي يصف هذا التآثر. وعندما يذوب شيء ما، فإن جزيئات المذيب ترتب نفسها حول جزيئات الجسم المذاب. تنطلق الحرارة ويزداد الاعتلاج جاعلا المحلول مستقرا من الناحية الدينامية الحرارية أكثر من الجسم المذاب وحده. هذا الترتيب يعتمد على الخواص الكيميائية للمذيب والمذاب، مثل الروابط الهيدروجينية، وعزم ثنائي القطب وقابلية الاستقطاب الجزيئية.

## تصنيف المذيبات
يمكن تصنيف المذيبات وفق تصنيفين: قطبي وغير قطبي. يعطي ثابت العزل الكهربائي عموما قياس تقريبي لقطبية المذيب. فالمذيبات ذات ثابت العزل الكهربائي أقل من 15 تكون عموما مذيبات غير قطبية. يقيس ثابت العزل الكهربائي قابلية المذيب لإنقاص قوة الحقل الكهربائي المحيط بالجزيئات المشحونة في الفراغ. وفق مصطلحات لايمن Laymen's terms، يمكن اعتبار ثابت العزل الكهربائي للمذيب هي قدرته على إنقاص الشحنة الداخلية للمذاب.

## تأثيرات المذيبات

### نقطة الغليان
تحدد نقطة الغليان سرعة التبخر. كميات صغيرة من المذيبات ذات نقطة الغليان المنخفضة مثل ثنائي إثيل الأثير، وثنائي كلورو ميثان، أو أسيتون، ستتبخر خلال ثوان في درجة حرارة الغرفة، بينما تحتاج المذيبات ذات نقطة الغليان العالية مثل الماء أو ثنائي مثيل سلفوكسيد إلى درجات حرارة عالية، وتيار هوائي، أو تطبيق فراغ من أجل التبخر السريع.

### الكثافة
تتصف معظم المذيبات العضوية بكثافة منخفضة نسبة إلى الماء. وهذا يعني أنها أخف من الماء وتشكل طبقة منفصلة فوق الماء في حالة وجودهما مع بعض. وهناك استثناءات: العديد من المذيبات المهلجنة مثل ثنائي كلورو ميثان أو كلوروفورم ستغوص إلى قعر الوعاء تاركة الماء في الطبقة العلوية. وميزة الكثافة مهمة جدًا في حالة فصل المذيبات عن الماء وذلك باستخدام قمع فصل خلال الاصطناع الكيميائي.
وأيضا لها قابلية المزج.

## طاقة المذيب الحرة
طاقة المذيب الحرة هي طاقة تصدر عندما تشتبك أيونات البلورة مع الجزيئات في المحلول.

## الصحة والسلامة

### الحريق
معظم المذيبات العضوية قابلة للاشتعال أو شديدة الاشتعال، تبعا لتطايرها. هناك بعض الاستثناءات كالمذيبات المكلورة مثل ثنائي كلورو ميثان والكلوروفورم. يمكن لمزيج أبخرة المذيبات والهواء أن ينفجر. أبخرة المذيبات أثقل من الهواء، وهذا يعني أن الأبخرة سوف تغطس إلى القاع ويمكنها التنقل لمسافات كبيرة دون أن تمدد تقريبا. يمكن العثور افتراضيا على أبخرة المذيبات أيضا في العلب الفارغة والبراميل، مما يشكل خطر حريق مفاجئ، وبذلك ينبغي تخزين الحاويات الفارغة من المذيبات المتطايرة مفتوحة ومقلوبة رأسا على عقب.
أما ثنائي إثيل الأثير وثنائي كبريتيد الكربون فلهما درجة حرارة الاشتعال الذاتي منخفضة جدا مما يزيد بوجه كبير من مخاطر الحريق المرتبطة بهذه المذيبات. درجة حرارة الاشتعال الذاتي لثنائي كبريتيد الكربون أقل من 100°م .

### التأثيرات الصحية

#### التأثيرات
قد يولد استنشاق المذيبات شعوراً بالنشوة أو ’دفعة إثارة‘ تشبه ما يشعر به الشخص المخمور. وعادة ما تزول تأثيرات المذيب بعد حوالي نصف ساعة. وقد تبدو مخموراً تعتريك حالة من تداخل الكلام، والترنح، وإصدار ضحكات هيستيرية، وعدم قدرة على السيطرة على نفسك، وربما تشعر بعد ذلك بنعاس.

#### الآثار الجانبية
قد يتأثر حكمك على الأمور وقد تظهر عليك ميول عدوانية. كما أن الهلاوس، والقيء، ونوبات فقد الوعي المؤقت كثيرة الحدوث أيضاً. وعادة ما يخلف تعاطي المذيبات معاناتك من آثار غير مواتية مع الإصابة بصداع وضعف في التركيز.

#### المخاطر
الوفاة من سوء استعمال المذيبات نادرة الحدوث، لكنها قد تحدث لعدة أسباب وقد تحدث في أول مرة تتعاطى فيها المذيب. وتحت تأثير المذيبات، تكون أكثر عرضة لعمل حوادث. وقد تصاب أيضاً باختناق- بسبب المذيب الذي ترشه في رئتيك أو أثناء القيء أو بسبب المواد التي تستخدمها لمساعدتك على استنشاق المذيب.

## اقرأ أيضًا
- انحلالية - القابلية للذوبان
- محلول
- عملية الحلّ (إذابة)
- حليلة (كيمياء)